# 韩涛 (1963年)
韩涛（1963年2月—），男，辽宁大连人，中华人民共和国外交官，曾任中华人民共和国驻多伦多总领事。

## 生平
1986年，进入中华人民共和国外交部工作，先后在驻日本大使馆、外交部北美大洋洲司、驻洛杉矶总领事馆、驻格林纳达大使馆任职，后任驻格林纳达大使馆参赞。2008年，任外交部北美大洋洲司参赞。2010年，任驻斯里兰卡大使馆参赞。2011年，任外交部北美大洋洲司副司级干部。2015年，任驻加拿大大使馆公使衔参赞，后升任公使。2018年8月，出任中华人民共和国驻多伦多总领事。2022年12月，自驻多伦多总领事离任。

## 家庭
已婚，有一女。